# Arenaria polytrichoides
Arenaria polytrichoides är en nejlikväxtart som beskrevs av Michael Pakenham Edgeworth och Hook. f. Arenaria polytrichoides ingår i släktet narvar, och familjen nejlikväxter. Utöver nominatformen finns också underarten A. p. densissima.